# Colors (rivista)
Colors  (reso anche come COLORS) è stata una rivista trimestrale monografica fondata nel 1991 da Tibor Kalman e Oliviero Toscani e pubblicata per 90 numeri fino al 2014, anno in cui ha cessato le pubblicazioni.
Ogni numero era dedicato ad uno specifico argomento di attualità che veniva sviluppato soprattutto attraverso un ricchissimo apparato iconografico, che era la principale caratteristica del magazine.

## Dettagli
Edito da Fabrica, centro di ricerca sulla comunicazione fondato da Luciano Benetton e Oliviero Toscani, ha avuto la sua redazione dapprima a New York, poi a Roma, a Parigi ed infine a Treviso, all'interno del complesso di Fabrica progettato da Tadao Ando.  A partire dall'anno 2000, dopo la separazione fra Toscani e Benetton, la gestione di Colors è passata nelle mani di due fotografi sudafricani, Adam Broomberg and Oliver Chanarin, e all' art director Fernando Gutiérrez, che hanno privilegiato per la rivista un approccio più simile a quello del photographic journalism.
Lo slogan era Una rivista che parla del resto del mondo; l'idea che stava alla base del magazine era la convinzione che le "differenze sono positive e tutte le culture hanno lo stesso valore", e che l'uso delle immagini sia un linguaggio universale, ideale per raggiungere il maggior numero di persone con un impatto forte e immediato. I temi di Colors oscillavano tra quelli di forte impegno e legati all'attualità di quel periodo, come l’ambiente, i conflitti del mondo, la povertà, la lotta all’Aids, e altri più leggeri, come lo shopping, la moda, i giocattoli, il collezionismo. Le immagini erano spesso molto forti e d'impatto, a tutta pagina, oppure ironiche ed irriverenti. Per questo approccio eminentemente visivo, globale e trasversale, è stata definita "la rivista della generazione MTV".
Il magazine era pubblicato in sei edizioni bilingue (inglese+italiano, francese, spagnolo, coreano e cinese) e distribuito in 60 paesi.. Nel 2002, dopo l'abbandono di Toscani, aveva una tiratura di 250 000 copie.
La rivista è stata presente nella mostra 25/25 del Design Museum di Londra, (25 oggetti importanti degli ultimi 25 anni), tenutasi dal 29 marzo al 22 giugno 2007.
Fra i riconoscimenti ricevuti quello da Good Magazine e dalla rivista spagnola La Vanguardia, inoltre è stato girato anche un documentario che ne parla intitolato Inside the great magazines, una trilogia prodotta in Canada.
Dopo la chiusura nel 2014, Colors è riapparso sotto forma di esperimento editoriale su Instagram.